# Audi Cup
Audi Cup dvodnevni je nogometni turnir koji Audi AG organizira u Allianz Areni u Münchenu. Turnir se od 2009. godine održava svake dvije godine u ljetnoj pauzi u godinama bez svjetskog ili Europskog prvenstva, neposredno prije početka sezone Bundeslige.
Do sada je FC Bayern München uvijek bio stalni sudionik jer Audi drži dionice kluba. Uz to, u turniru sudjeluju još tri kluba: U prvim izdanjima bio je to A.C. Milan, koji je s Audijem imao sponzorski ugovor od 2007. godine te još po jedan klub iz jedne europske i iz jedne južnoameričke lige.